# 프리덤 코리아
프리덤코리아포럼(영어: FreedomKoreaForum)는 2018년 12월 26일에 창설된 대한민국의  자유보수주의 싱크탱크이다. 슬로건은 'Freedom is not free(자유는 공짜가 아니다)'이며 주요 인물로는 제성호 중앙대 교수, 홍준표 전 자유한국당 당대표, 박상덕 서울대원자력정책센터연구원 등이 있다.

## 누리집
- 프리덤코리아포럼 홈페이지 보관됨 2021-02-07 - 웨이백 머신
- 프리덤코리아포럼 공식 페이지스북